# Gisbert Horsthemke
Gisbert Horsthemke (* 26. Januar 1953) ist ein ehemaliger deutscher Fußballspieler. Der Mittelfeldspieler hat in der Saison 1974/75 beim VfL Bochum zwei Ligaspiele in der Fußball-Bundesliga absolviert.

## Karriere
Gisbert Horsthemke wurde gemeinsam mit seinem Vereinskamerad Jupp Kaczor zur Saison 1974/75 vom Landesligisten SC Eintracht Heessen vom Bundesligisten VfL Bochum neu unter Vertrag genommen. Neben den beiden Offensivspielern aus Hamm kamen auch noch Klaus Franke, Paul Holz und Hans-Joachim Pochstein neu zum Team von VfL-Trainer Heinz Höher. Horsthemke wurde in den beiden Spielen gegen Eintracht Frankfurt (1:4) und Rot-Weiss Essen (1:1) im April und Mai 1975 jeweils im Verlauf der 2. Halbzeit für Werner Balte beziehungsweise Hans-Jürgen Köper eingewechselt. Die Chance in den Kreis der Stammspieler aufgenommen zu werden sah er nicht, deshalb wechselte er bereits nach einem Jahr in Bochum zur Saison 1975/76 zur SpVgg Erkenschwick in die 2. Fußball-Bundesliga.
Bei den Schwarz-Roten vom Stimbergstadion gab er am 14. September 1975 bei einem 1:1-Heimremis gegen den VfL Osnabrück sein Debüt in der 2. Bundesliga. Unter Trainer Hans-Wilhelm Loßmann kämpfte die Spielvereinigung von Beginn an um den Klassenerhalt. Die Runde beendete Horsthemke am 12. Juni 1976 unter Loßmann-Nachfolger Heinz Sewina mit einem 4:3-Heimerfolg gegen Union Solingen. An der Seite von Mitspielern wie Spielführer Horst Koschmieder, Hugo Lütkebohmert, Karl-Heinz Seidenkranz, Hubert Tenbrink und Dieter Walter hatte er mit der Spielvereinigung 29:47 Punkte erreicht, belegte damit aber nur den 18. Rang und Erkenschwick stieg damit in das Amateurlager ab. Die 22:16 Heimpunkte konnten die desaströse 7:31-Auswärtsbilanz nicht wettmachen. Horsthemke hatte 29 Zweitligaspiele absolviert und einen Treffer erzielt.
Die nächsten vier Runden trat er mit dem Absteiger in der Verbandsliga beziehungsweise ab 1978/79 in der Oberliga Westfalen an. In der Saison 1977/78 wurde Horsthemke mit der Spielvereinigung Vizemeister und nahm deshalb am Wettbewerb um die deutsche Amateurmeisterschaft teil. Er qualifizierte sich gegen den VfB Rheine, schaltete in der 1. Runde den FV Biberach (3:0, 4:3) aus und scheiterte danach gegen den späteren Finalisten ESV Ingolstadt (0:1, 2:4). Ab der Saison 1978/79 gehörte Erkenschwick der neu eingeführten Oberliga Westfalen an und Horsthemke feierte 1979/80 mit Mitspielern wie Erwin Häming, Hans-Jürgen Wittkamp, Sönke Wortmann, Uwe Eplinius, Klaus-Peter Kerkemeier, Gisbert Paus und Dieter Walter die Meisterschaft und den Aufstieg in die 2. Bundesliga.
Die sportlichen Anforderungen der 2. Bundesliga waren aber auch 1980/81 wieder für den Verein aus Oer-Erkenschwick zu hoch. Bereits das Startspiel am 7. August 1980 ging mit 1:5 bei Alemannia Aachen deutlich verloren. Mit dem 21. Rang kehrten sie wieder umgehend in das westfälische Amateurlager zurück. Unter Trainer Klaus Quinkert hatte Horsthemke in 36 Zweitligaspielen vier Tore an der Seite von Mitspielern wie Uwe Eplinius, Franz-Josef Laufer, Hans-Werner Melis, Hans-Jürgen Wittkamp, Klaus Kerkemeier und Wolfgang Pache erzielt. Mit dem Nachholspiel am 30. Mai 1981 gegen Union Solingen (4:2) verabschiedete sich Horsthemke mit der Spielvereinigung aus der 2. Bundesliga. Horsthemke blieb den Schwarz-Roten weiterhin treu und feierte in der Saison 1986/87 wiederum eine Meisterschaft in der Oberliga Westfalen und damit den Einzug in die Aufstiegsrunde zur 2. Bundesliga. Dort konnte sich die Elf vom Stimbergstadion aber nicht gegen die Konkurrenz BVL Remscheid, Hertha BSC, SV Meppen und Arminia Hannover behaupten und verblieb im Amateurbereich. In der Saison 1987/88 kam der Senior auch nochmals im DFB-Pokal am 30. August 1987 gegen Concordia Hamburg (0:3 n. V.) in der 1. Hauptrunde zum Einsatz.